# Кохомский район
Кохомский район — административно-территориальная единица в составе Ивановской области РСФСР, существовавшая в 1935—1948 годах.
Кохомский район образован 1 февраля 1933 года (утверждён 25 января 1935 года). В район вошло 10 сельсоветов: Богданихский, Бурмакинский, Дерябихский, Елюнинский, Жаровский, Захарьинский, Михалицкий, Подвязновский, Стромихинский.
21 октября 1948 года Кохомский район был упразднён, а его территория присоединена к Ивановскому району.